# Eisenbahnunfall von San Salvador
Bei dem Eisenbahnunfall von San Salvador explodierten am 16. März 1934 in San Salvador, der Hauptstadt von El Salvador, sieben Tonnen Dynamit, die mit einem Zug transportiert wurden. Der anschließende Brand griff auf ein Treibstofflager über. 250 Menschen starben, etwa 1.000 wurden darüber hinaus verletzt und hunderte von Häusern zerstört.